# Campionati europei di short track 2018

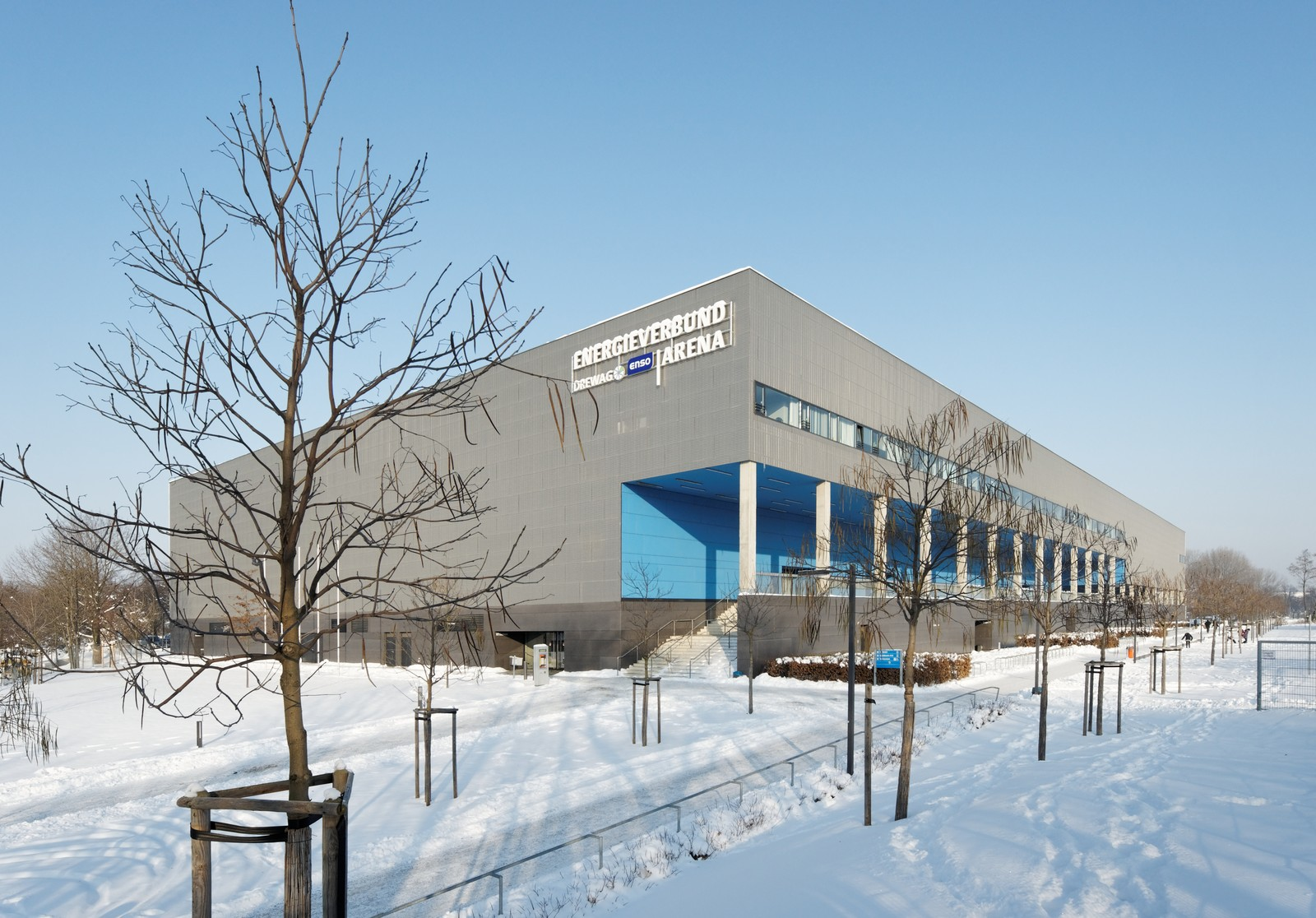
La EnergieVerbund Arena che ha ospitato la competizione.

I Campionati europei di short track 2018 sono stati la 22ª edizione della competizione organizzata dall'International Skating Union. Si sono svolti dal 12 al 14 gennaio 2018 a Dresda, in Germania.

## Nazioni partecipanti
Hanno preso parte alla competizione 134 atleti, provenienti da 26 differenti nazioni.
- Austria
- Belgio
- Bielorussia
- Bosnia ed Erzegovina
- Bulgaria
- Croazia
- Francia
- Germania
- Gran Bretagna
- Irlanda
- Israele
- Italia
- Lettonia
- Lituania
- Norvegia
- Paesi Bassi
- Polonia
- Rep. Ceca
- Romania
- Russia
- Serbia
- Slovacchia
- Slovenia
- Svezia
- Turchia
- Ungheria
- Ucraina

## Podi

### Donne
| Evento                          | Oro | Tempo    | Argento                                                                            | Tempo    | Bronzo                                                                         | Tempo    |
| 500 metri (dettagli)            | Martina Valcepina                                                                                         | 42'805   | Arianna Fontana                                                                    | 42'852   | Sof'ja Prosvirnova                                                             | 43'141   |
| 1000 metri (dettagli)           | Arianna Fontana                                                                                           | 1'31"921 | Suzanne Schulting                                                                  | 1'31"942 | Anna Seidel                                                                    | 1'32"417 |
| 1500 metri (dettagli)           | Martina Valcepina                                                                                         | 2'36"889 | Yara van Kerkhof                                                                   | 2'37"373 | Sára Bácskai                                                                   | 2'37"689 |
| 3000 metri (dettagli)           | Sof'ja Prosvirnova                                                                                        | 5'47"610 | Arianna Fontana                                                                    | 5'47"690 | Suzanne Schulting                                                              | 5'47"758 |
| Staffetta 3000 metri (dettagli) | Russia Tat'jana Borodulina Ėmina Malagič Sof'ja Prosvirnova Ekaterina Efremenkova Ekaterina Konstantinova | 4'11"462 | Ungheria Bernadett Heidum Andrea Keszler Zsófia Kónya Petra Jászapáti Sára Bácskai | 4'11"582 | Francia Véronique Pierron Tifany Huot-Marchand Selma Poutsma Gwendoline Daudet | 4'18"935 |
| Classifica generale (dettagli)  | Arianna Fontana                                                                                           | 84 pt    | Martina Valcepina                                                                  | 70 pt    | Sof'ja Prosvirnova                                                             | 49 pt    |

### Uomini
| Evento                          | Oro                                                                                    | Tempo    | Argento                                                                               | Tempo    | Bronzo                                                                         | Tempo    |
| 500 metri (dettagli)            | Sjinkie Knegt                                                                          | 41'377   | Viktor An                                                                             | 41'441   | Sébastien Lepape                                                               | 41'608   |
| 1000 metri (dettagli)           | Sjinkie Knegt                                                                          | 1'27"898 | Semën Elistratov                                                                      | 1'28"119 | Roberto Puķītis                                                                | 1'28"140 |
| 1500 metri (dettagli)           | Sjinkie Knegt                                                                          | 2'14"886 | Semën Elistratov                                                                      | 2'14"942 | Vladislav Bykanov                                                              | 2'15"432 |
| 3000 metri (dettagli)           | Vladislav Bykanov                                                                      | 5'02"882 | Thibaut Fauconnet                                                                     | 5'03"281 | Sébastien Lepape                                                               | 5'05"631 |
| Staffetta 5000 metri (dettagli) | Paesi Bassi Daan Breeuwsma Sjinkie Knegt Itzhak de Laat Dennis Visser Dylan Hoogerwerf | 6'36"198 | Russia Semën Elistratov Denis Ayrapetyan Viktor An Aleksandr Šul'ginov Pavel Sitnikov | 6'36"273 | Ungheria Viktor Knoch Csaba Burján Shaolin Sándor Liu Shaoang Liu Cole Krueger | 6'36"348 |
| Classifica generale (dettagli)  | Sjinkie Knegt                                                                          | 107 pt   | Vladislav Bykanov                                                                     | 52 pt    | Semën Elistratov                                                               | 43 pt    |

## Medagliere
| Pos.   | Nazione     | Oro | Argento | Bronzo | Totale |
| ------ | ----------- | --- | ------- | ------ | ------ |
| 1      | Paesi Bassi | 5   | 2       | 1      | 8      |
| 2      | Italia      | 4   | 3       | 0      | 7      |
| 3      | Russia      | 2   | 4       | 3      | 9      |
| 4      | Israele     | 1   | 1       | 1      | 3      |
| 5      | Francia     | 0   | 1       | 3      | 4      |
| 6      | Ungheria    | 0   | 1       | 2      | 3      |
| 7      | Germania    | 0   | 0       | 1      | 1      |
| 7      | Lettonia    | 0   | 0       | 1      | 1      |
| Totale | Totale      | 12  | 12      | 12     | 36     |